# Тиофен
Тиофе́н — ароматический пятичленный гетероцикл, содержащий один атом серы в цикле.

## Физические свойства
Тиофен представляет собой бесцветную жидкость с запахом бензола. Тиофен хорошо растворяется в углеводородах и в других органических растворителях. В воде нерастворим.
Молекула тиофена является плоской.

## Химические свойства
Тиофен принадлежит к π-избыточным гетероароматическим системам и проявляет ароматические свойства. Вступает в реакции электрофильного замещения, в частности, реакции галогенирования, нитрования, формилирования, и др., причём его активность в этих реакциях выражена значительно сильнее, чем бензола, — для некоторых реакций на 4 порядка. Данные реакции, как правило, направлены в α-положение цикла, а в β-положение — на 2—3 порядка медленнее. Производные тиофена, которые в положении 2 имеют ориентанты II рода, вступают в реакции замещения с образованием 2,5-дизамещенных. 2,4-Изомеры синтезируют при использовании исходных реагентов в виде комплексов с сильными протонными или апротонными кислотами: это обусловлено значительным возрастанием электроноакцепторной способности заместителя вследствие комплексообразования:
Тиофен и его производные менее стабильны, чем их бензольные аналоги, поэтому многие реакции в ряду тиофена сопровождаются поликонденсацией (смолообразованием) и деструкцией. Тиофен достаточно гладко алкилируется лишь в мягких условиях при использовании более активных третичных и вторичных (но не первичных) алкилгалогенидов. Тиофен и его замещенные, содержащие ориентанты I рода, очень легко ацилируются в присутствии SnCl4 или SnCl2 в бензоле, который в этих условиях не ацилируется. Формилирование тиофена протекает под действием ДМФА или N-метилформанилида в присутствии POCl3; взаимодействие с альдегидами и кетонами в присутствии апротонных или протонных кислот приводит к образованию соединений ряда ди(2-тиенил)метана.
Тиофен и его производные способны к прямому металлированию под действием литийорганических соединений по механизму так называемого протофильного замещения. Реакция протекает быстро и практически количественно при комнатной температуре, в большинстве случаев с высокой региоспецифичностью с образованием α-металлированных производных. В очень мягких условиях (-70 °C) под действием C4H9Li протекает также реакция обмена атома галогена в цикле тиофена на металл, причем обмен галогена в α-положении предпочтительнее, чем в β-положении, а обмен I на Li идет легче, чем Br. В реакции нуклеофильного замещения легко вступают главным образом замещенные тиофена, содержащие в цикле ориентанты II рода.
Тиофен, его гомологи и некоторые производные способны к реакциям радикального замещения, например, арилированию по реакции Гомберга-Бахмана-Хея. Другой важнейший способ арилирования — УФ-облучение иодтиофена в ароматическом растворителе или иодпроизводного ароматического характера в тиофене.
Свойства непредельных соединений выражены в тиофене слабо. Так, в диеновый синтез вступают только конденсированные тиофены, например, замещенные бензо[с]тиофена. Гидрирование в ряду тиофена идет обычно с трудом, что связано с его отравляющим действием на многие катализаторы. Тем не менее, тиофен в присутствии Pd/C, MoS2 и др. превращается в тетрагидротиофен (тиофан, температура плавления −96,2 °C, температура кипения 121,1 °C, 4° d204 0,9987, n20D 1,54048). Гомологи тиофена и многие замещенные легко превращаются в соответствующие производные тиофана в условиях ионного гидрирования, например, при действии трифторуксусной кислоты и триэтилсилана. Дигидротиофен образуется при восстановлении тиофена Na в жидком NH3. При аналогичном восстановлении гомологов тиофена и его производных процесс обычно не останавливается на стадии образования дигидропроизводных, а происходит размыкание цикла с образованием соответствующих соединений алифатического ряда, например:
При действии скелетного Ni с участием адсорбированного Н, идет восстановительная десульфуризация замещенных тиофена с образованием алифатических соединений:
Эта реакция — один из путей получения из производных тиофена, соединений различных классов, например, карбоновых кислот, высших спиртов, простых эфиров, аминоспиртов и аминокислот, а также лактамов макроциклических кетонов, кетокислот и кетолактонов.
Тиофен и его замещенные сравнительно устойчивы к действию окислителей. Однако при действии Н2О2 или надкислот происходит окисление до сульфоксида (в свободном состоянии не выделен) или до сульфона. Оба эти соединения представляют собой типичную диеновую систему, способную, например, к диеновому синтезу, в котором они могут выполнять роль как диена, так и диенофила.
Под действием некоторых алкилирующих агентов или ди-(этоксикарбонил)карбена образуются производные тиофена с положительно заряженным трехвалентным (сульфониевым) атомом серы, например: